# Vaubecourt
Vaubecourt ist eine französische Gemeinde mit 314 Einwohnern (Stand: 1. Januar 2022) im Département Meuse in der Region Grand Est (bis 2015 Lothringen). Sie gehört zum Arrondissement Bar-le-Duc und zum Kanton Revigny-sur-Ornain.

## Geographie
Vaubecourt liegt am Oberlauf der Aisne, etwa 32 Kilometer südsüdwestlich von Verdun. Umgeben wird Vaubecourt von den Nachbargemeinden Seuil-d’Argonne im Nordwesten und Norden, Èvres im Norden, Pretz-en-Argonne im Norden und Nordosten, Rembercourt-Sommaisne im Osten sowie Lisle-en-Barrois im Süden und Westen.

## Bevölkerung
| Jahr      | 1962 | 1968 | 1975 | 1982 | 1990 | 1999 | 2006 | 2019 |
| --------- | ---- | ---- | ---- | ---- | ---- | ---- | ---- | ---- |
| Einwohner | 303  | 280  | 280  | 258  | 248  | 260  | 290  | 310  |

## Sehenswürdigkeiten
- Kirche St-Pierre-et-St-Paul, nach dem Ersten Weltkrieg wieder errichtet

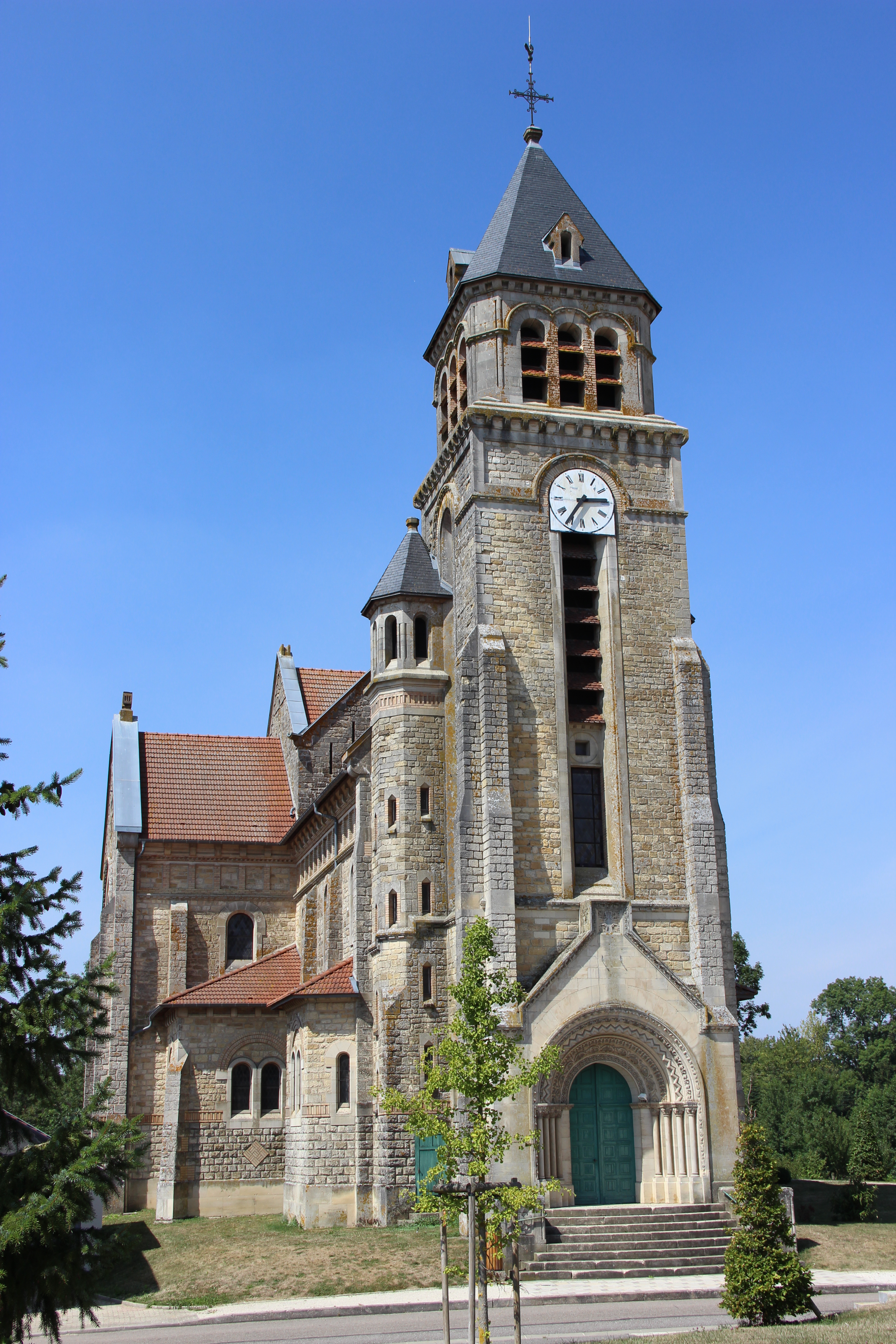
Kirche St-Pierre-et-St-Paul